# Léon Brunschvicg
Léon Brunschvicg (ur. 10 listopada 1869 w Paryżu, zm. 18 stycznia 1944 w Aix-les-Bains) – francuski filozof, przedstawiciel idealizmu oraz założyciel czasopisma filozoficznego, „Revue de métaphysique et de morale”.

## Życiorys
Studiował filozofię na Sorbonie, a w 1909 roku został profesorem filozofii na tej uczelni. Następnie poślubił Cécile Kahn, francuską sufrażystkę, z którą miał czworo dzieci.
Wraz z zajęciem Francji przez Niemcy w 1940 roku został wyrzucony z uczelni. Osiedlił się na południu Francji, gdzie zajął się upowszechnianiem nauk Michela de Montaigne'a, Kartezjusza oraz Blaise'a Pascala. Część jego prac została wydana w Szwajcarii. Jego interpretacja nauk Kartezjusza zapoczątkowała nurt nowego idealizmu.
Publikacja dzieł zebranych Brunschvicga została ukończona po tym, jak w 2001 rodzina otrzymała niepublikowane wcześniej materiały przechowywane w Rosji.

## Wybrane prace
- La Modalité du jugement, Paris: Alcan, 1897.
- Spinoza et ses contemporains, Paris: Alcan, 1923.
- L'idéalisme contemporain, Paris: Alcan, 1905.
- Les étapes de la philosophie mathématique, Paris: Alcan, 1912.
- L'expérience humaine et la causalité physique, Paris: Alacn, 1922.
- Le progrès de la conscience dans la philosophie occidentale, Paris: Alcan, 1927.
- La Physique au vingtième siècle, Paris: Hermann, 1939.
- La Raison et la religion, Paris: Alcan, 1939.
- Héritage de mots, héritage d'idées, Paris: PUF, 1945.
- Agenda retrouvé, 1892-1942, Paris: Minuit, 1948.
- La philosophie de l'esprit, Paris: PUF, 1949.
- De la vraie et de la fausse conversion, Paris: PUF, 1950.
- ECRITS PHILOSOPHIQUES:
  - I. L'Humanisme de l'occident. Descartes, Spinoza, Kant, Paris: PUF, 1951.
  - II. L'orientation du rationalisme, Paris: PUF, 1954.
  - III. Science - Religion, Paris: PUF, 1958.